# Grb Tadžičke SSR
Grb Tadžičke SSR usvojila je vlada Tadžičke SSR 1. ožujka 1937. Grb se temelji na grbu SSSR-a. U sredini grba nalazi se velika crvena zvijezda s malim srpom i čekićem unutar. Ispod zvijezde je izlazeće sunce koje predstavlja budućnost tadžičke nacije. Sa strane se nalaze poljoprivredni simboli oko kojih je crvena vrpca s mottom SSSR-a „Proleteri svih zemalja, ujedinite se” napisanim na tadžičkom i ruskom jeziku. U donjem dijelu nalazio se naziv republike napisan na tadžičkom (РСС Тоҷикистон) i ruskom jeziku (Таджикская ССР).
Grb je bio na snazi do 1992., kada je zamijenjen današnjim grbom Tadžikistana.

## Također pogledajte
- Zastava Tadžičke SSR